# Wikstroemia lungtzeensis
Wikstroemia lungtzeensis är en tibastväxtart som beskrevs av S.C. Huang. Wikstroemia lungtzeensis ingår i släktet Wikstroemia och familjen tibastväxter. Inga underarter finns listade i Catalogue of Life.